# 学園都市Z
『学園都市Z』は1991年にストライカーから発売されたPC-9800シリーズ・X68000シリーズ用アダルトゲームであり、アドベンチャーゲームとRPGを組み合わせた内容となっている。
本作は、巨大ロボットの操縦が授業の一環として存在する名門女学園の紅白戦を題材としており、赤組に所属する主人公が、白組の持つ5つのクリスタルを求めて校内を探し回るという物語である。
本作においては、ロボットの機体が破壊されたときに生じる爆風によってキャラクターの衣服が損傷する演出がアダルト要素として用いられている。

## あらすじ
プロローグ
人類が宇宙に進出した時代、宇宙ステーションの一つである名門女子校・学園都市Zは淑女育成の一環として、生徒一人一人に巨大ロボットを配布し、パイロットとしての教育を施していた。
この学園都市では毎年紅白対抗戦が行われており、今年の種目は学園の守護神である巨大ロボ・ストロンガーZの起動キーである5つのクリスタルを集めたうえで、ストロンガーZを起動させるというものだった。ところが、対抗戦直前、赤組の激励会で食中毒が発生したため、激励会を欠席していた1年生のアヤとメカニックのユキエを除く、赤組の生徒たちは大会に出場できなくなる。赤組2人に対し白組は約1万人と圧倒的な戦力差があったため、生徒会長のアスカの提案により「白組から選出した5人にクリスタルを託し、赤組がそれを奪う」という方式に変更される。
ロボットの操縦に慣れていないアヤは、ユキエやアスカ、滝沢先生の助けを受けながら、白組に立ち向かう。
第一章
愛機「レディーバード」に搭乗したアヤは校内を探索し、水泳部に所属する一年生のユカがクリスタルの一つを持っているという情報を得る。アヤはユカの操縦する「ゴーダイバー」を撃破し、一つ目のクリスタルを手に入れる。
第二章
2年生のエリアに来たアヤは、聞き込みなどで得た情報をもとに、二つ目のクリスタルを持つとされるレイナがいる場所へと向かう。レイナの搭乗する格闘用ロボ「ヴァイ・カンホー」を打ち破り、アヤは二つ目のクリスタルを手に入れる。
第三章
第四章
第五章
第六章

## 登場人物

### 赤組
アヤ
本作の主人公。
ユキエ
赤組のメカニック。彼女の格納庫は回復ポイントに相当する。

### 白組
ユカ
一つ目のクリスタルの持ち主。
レイナ
二つ目のクリスタルの持ち主。愛機である「ヴァイ・カンホー」に搭乗し、あやしげな拳法を主体とした戦法をとる。
エルザ
愛機である「カイザーレオ」は学園内において最強として知られている。
カルラ
フーディーンのパイロット。
ラーダ
ライディーンのパイロットを務め、カルラの操縦するフーディーンとのコンビネーション戦闘を得意とする。
チハヤ
白組の総大将。

### その他
アスカ
学園都市Zの生徒会長で、生徒たちから尊敬のまなざしを受けている。紅白戦においてはアヤに協力している。
滝沢先生
ラグビー部顧問で、アヤの協力者の一人。

## 制作
本作は短期間で出来上がった一方、デバッグ作業が難航し、結果として開発に半年を要した。
本作のグラフィッカーは『機動戦士ガンダム』以降のロボットのようなデザインを好んでいたため、本作に登場する機体の多くはそれに沿ったデザインとなった。一方でシナリオライターを務めた永井ゴーンは『マジンガーZ』のファンだったため、それをモデルとした機体については永井自身がデザインした。
永井は、スタッフの好みが作品に反映されていることを美少女ゲーム最前線のアトラス平井とのインタビューの中で認めている。

## 評価
美少女ゲーム最前線パート5の記事において、本作はダンジョンの複雑さや広大さが『ウィザードリィ』のようだと指摘している。
また、同誌では、第5章においてあちこちを移動する必要がある点を指摘している。

### 雑誌記事
- 『美少女ゲーム最前線 パート5』辰巳出版、1991年11月1日。
  - 「よくわかる美少女ゲーム 傾向と対策編 学園都市Z」、40-41頁。
  - 「よくわかる美少女ゲーム 深～く愛して攻略データ編 学園都市Z」、84-85頁。
  - 「季刊ピ～イング創刊号 開発秘話『ソフトハウスきらめきの日々』ストライカー、94-95頁。